# ندیم امیری
ندیم امیری (زادهٔ ۲۷ اکتبر ۱۹۹۶) بازیکن فوتبال افغانستانی–آلمانی است که به عنوان هافبک وسط برای باشگاه فوتبال ماینتس در بوندسلیگا آلمان بازی می‌کند. وی سابقه بازی در تیم بایر لورکوزن و تیم‌های پایهٔ ملی آلمان نیز دارد و در سال ۲۰۱۷ قهرمان زیر ۲۱ ساله‌های یوفا با تیم آلمان شد.

## حرفه باشگاهی

### هوفنهایم ۱۸۹۹
امیری در سال ۲۰۱۲ از والدوف مانهایم به باشگاه فوتبال هوفنهایم ۱۸۹۹ پیوست. او اولین شکست خود در بوندس لیگا را در ۷ فوریه ۲۰۱۵ برابر وولفسبورگ در شکست ۳–۰ خارج از خانه انجام داد. امیری در ۲۸ نوامبر اولین گل خود را در این فصل و برای تیمش در تساوی ۳–۳ مقابل بروسیا مونشن گلادباخ به ثبت رساند. در ۳۰ آوریل ۲۰۱۶، او در دقیقه ۸۴ گل پیروزی را به ثمر رساند تا باشگاه فوتبال اینگلوشتات ۰۴ را با پیروزی ۲–۱ شکست دهد. در ۱۲ ژوئن ۲۰۱۷، وی تمدید قرارداد را امضا کرد که تا سال ۲۰۲۰ ادامه دارد. در ۲۰ اکتبر، امیری در پیروزی ۳–۱ یوفا در لیگ اروپا مقابل استانبول باشاک شهر یک گل به ثمر رساند. و اولین پیروزی باشگاه خود در اروپا را مهر و موم کردند.

### بایر لورکوزن
امیری در ژوئیه ۲۰۱۹ قراردادی پنج ساله با بایر لورکوزنزن امضا کرد.

### انتقال قرضی بهجنوا
در ۲۹ ژانویه ۲۰۲۲، او به صورت قرضی به جنوا ایتالیا پیوست. جنوا در صورت تحقق شرایط خاص، متعهد به خرید حقوق وی در پایان وام بود. او ۱۳ بازی بدون گلزنی انجام داد. جنوا در آن فصل در رده نوزدهم قرار گرفت و به سری B سقوط کرد.

###### بازگشت به بایرلورکوزن
امیری در فصل ۲۳–۲۰۲۲ سی و شش بازی در تمامی رقابت‌ها انجام داد که در آن گل در لیگ به ثمر رساند. در آگوست ۲۰۲۳، او قبل از انتقال احتمالی به لیدز یونایتد به لیدز سفر کرد. با این حال، معامله از بین رفت.
ماینز
در ۳۱ ژانویه ۲۰۲۴، امیری قراردادی ۲.۵ ساله Mainz امضا کرد.

## بازی های بین‌المللی

### نوجوانان
امیری اولین بازی خود را برای تیم فوتبال زیر ۲۱ آلمان سال در مارس ۲۰۱۶ انجام داد و بعنوان بازیکن دیرهنگام در مسابقات انتخابی قهرمانی زیر ۲۱ سال اروپا مقابل تیم فوتبال زیر ۲۱ روسیه به عنوان بازیکن تعویضی به میدان رفت. او بخشی از تیم فوتبال زیر ۲۱ آلمان بود که با شکست تیم فوتبال زیر ۲۱ اسپانیا در فینال، قهرمان قهرمانی زیر ۲۱ سال اروپا در یوفا شد.

### جوانی
وی اولین بازی خود در تیم ملی فوتبال آلمان را در ۹ اکتبر ۲۰۱۹ در یک بازی دوستانه برابر آرژانتین انجام داد. علی‌رغم اینکه برای پیوستن به تیم ملی فوتبال افغانستان دعوت شد، او تصمیم گرفت برای آلمان بازی کند. او در دقیقه ۶۶ جولیان برانت را تعویض کرد.

## زندگی شخصی
امیری در لودویگسهافن آلمان در خانواده‌ای افغان متولد شد. پسرعموی او زبیر امیری هم بازیکن فوتبال است.